# Віллоу-Айленд (Небраска)
Віллоу-Айленд (англ. Willow Island) — переписна місцевість (CDP) в США, в окрузі Доусон штату Небраска. Населення — 25 осіб (2020).

## Географія
Віллоу-Айленд розташований за координатами 40°53′24″ пн. ш. 100°4′15″ зх. д. / 40.89000° пн. ш. 100.07083° зх. д. (40.890044, -100.070711).  За даними Бюро перепису населення США в 2010 році переписна місцевість мала площу 7,29 км², уся площа — суходіл.

## Демографія
Згідно з переписом 2010 року, у переписній місцевості мешкало 26 осіб у 10 домогосподарствах у складі 9 родин. Густота населення становила 4 особи/км².  Було 12 помешкання (2/км²).
Расовий склад населення:
| - 100,0 % — білих |

До двох чи більше рас належало 0,0 %. Частка іспаномовних становила 11,5 % від усіх жителів.
За віковим діапазоном населення розподілялося таким чином: 19,2 % — особи молодші 18 років, 65,4 % — особи у віці 18—64 років, 15,4 % — особи у віці 65 років та старші. Медіана віку мешканця становила 56,0 року. На 100 осіб жіночої статі у переписній місцевості припадало 100,0 чоловіків;  на 100 жінок у віці від 18 років та старших — 90,9 чоловіків також старших 18 років.
Цивільне працевлаштоване населення становило 11 осіб. Основні галузі зайнятості: сільське господарство, лісництво, риболовля — 54,5 %.